# BMW serii 6 Gran Turismo
BMW serii 6 Gran Turismo – samochód osobowy klasy wyższej produkowany pod niemiecką marką BMW w latach 2017–2023.

## Historia i opis modelu

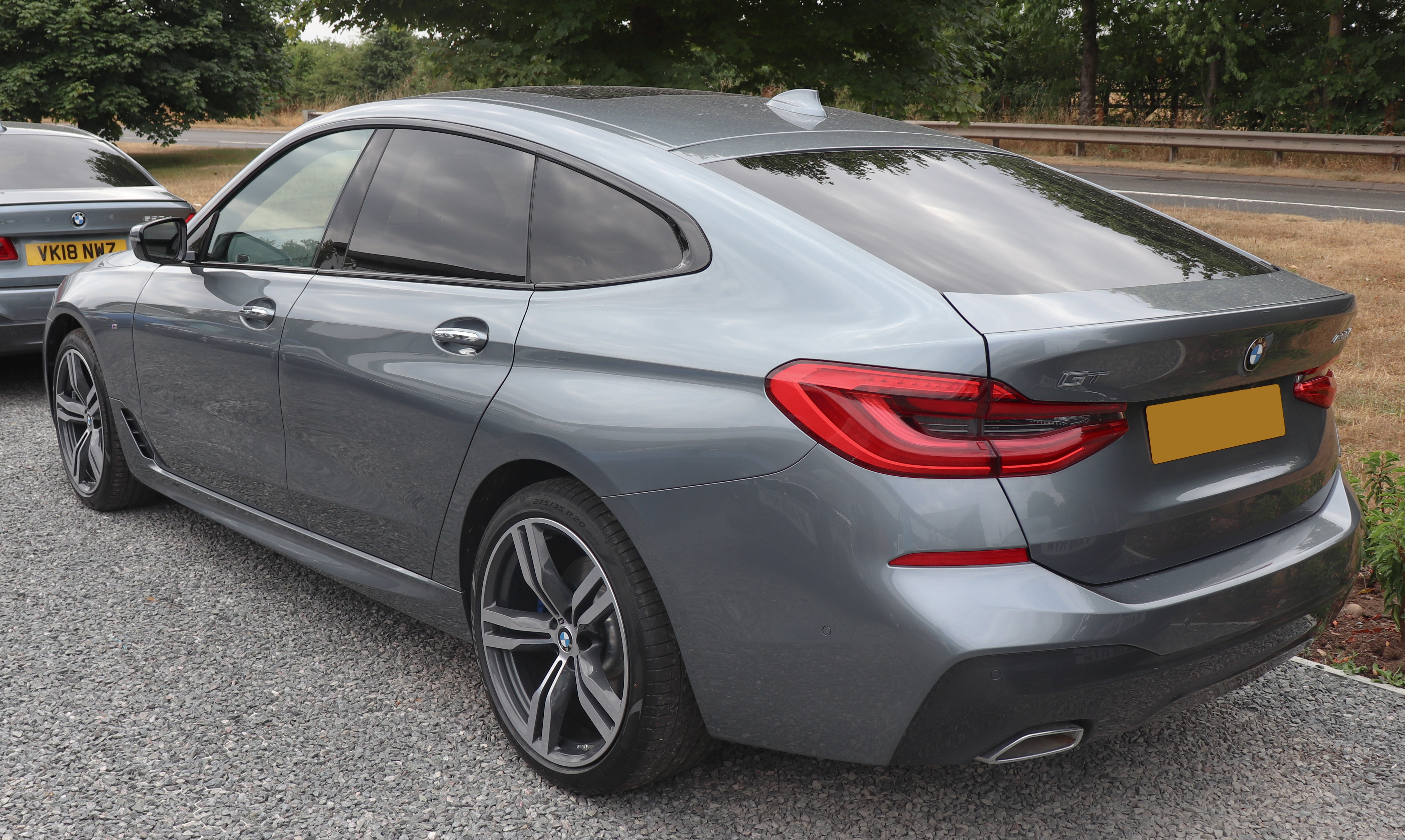
BMW serii 6 Gran Turismo - tył

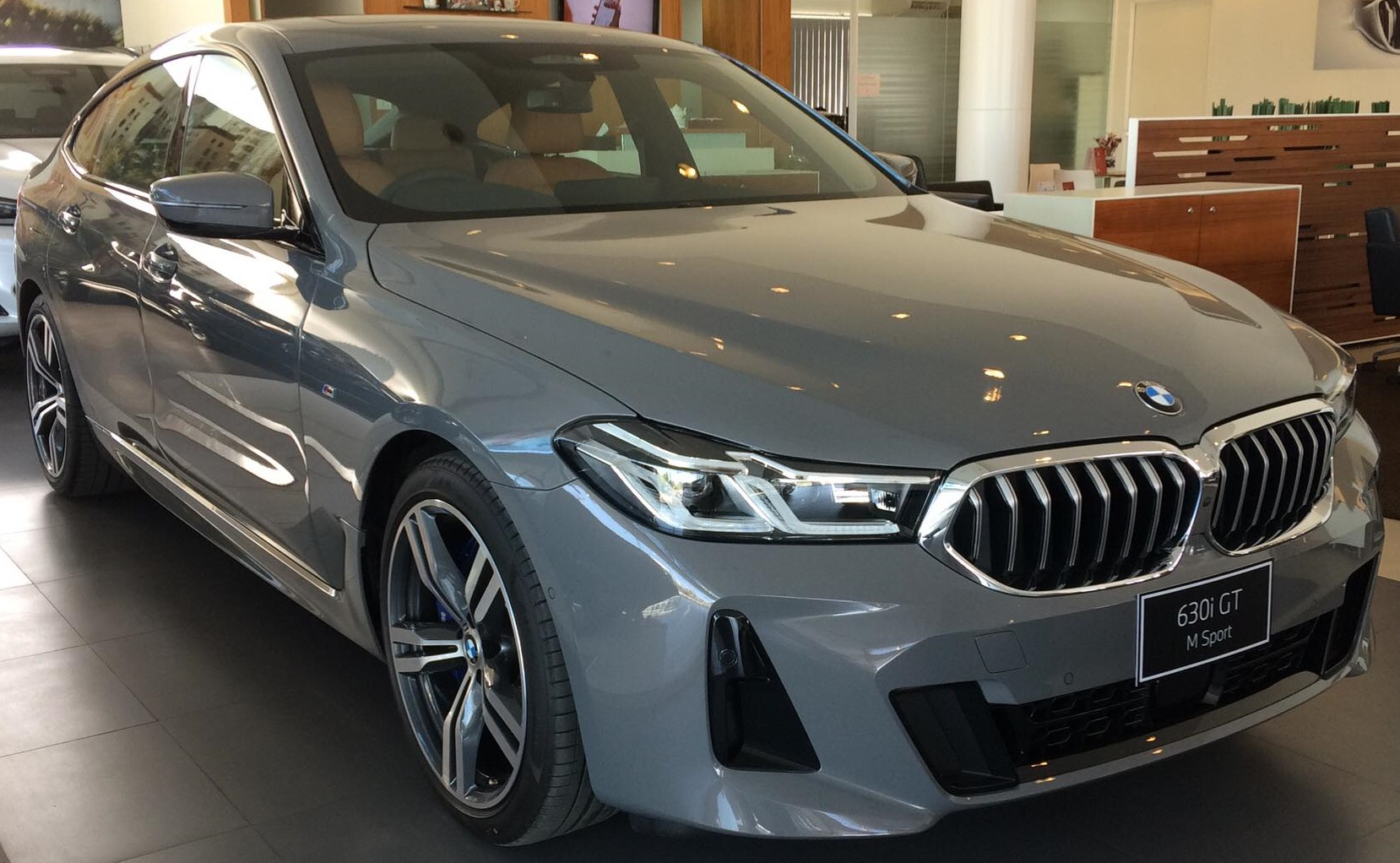
BMW serii 6 Gran Turismo (G32) po liftingu

Samochód zaprezentowano w lecie 2017 roku jako trzeci model reprezentujący nową estetykę marki zapoczątkowany przez szóstą generację BMW serii 7, którego autorem jest Hussein Al-Attar. Jest to de facto nowy model marki, który zastępuje mniejszą i trudniejszą do jednoznacznego segmentowego sklasyfikowania serię 5 Gran Turismo produkowaną w latach 2009 - 2017. Od poprzednika seria 6 Gran Turismo jest dłuższa o 87 mm i lżejsza o 150 kg.  Samochód otrzymał kod fabryczny G32.
Początkowe modele obejmują model 640i oraz nowo wprowadzone modele 630i i 630d. Wersja 640d została wprowadzona do gamy później, we wrześniu 2017, jako wariant z napędem na wszystkie koła (xDrive).
Seria 6 Gran Turismo jest wyposażona w ekran 10,25 cala z najnowszą wersją systemu iDrive 6.0 wyposażonego m.in. w sterowanie gestem. BMW Active Driving Assistant jest standardową funkcją we wszystkich modelach i zawiera funkcje bezpieczeństwa, takie jak: monitorowanie martwego pola, ostrzeganie przed opuszczeniem pasa ruchu i informacje o ograniczeniu prędkości. W maju 2020 roku, trzy lata po prezentacji samochód przeszedł modernizację.
W 2021 roku w Europie sprzedano już tylko 1275 sztuk tego modelu.